# Miszkino
Miszkino (ros. Мишкино, baszk. Мишкә) – wieś (ros. село, trb. sieło) w Rosji, w Baszkortostanie. W 2010 roku liczyła 6021 mieszkańców.